# Phalera parivala
Phalera parivala är en fjärilsart som beskrevs av Moore 1859. Phalera parivala ingår i släktet Phalera och familjen tandspinnare. Inga underarter finns listade i Catalogue of Life.